# Alfonso Sánchez Melenchón
Pour les articles homonymes, voir Sánchez et Melenchón.
Alfonso Sánchez Melenchón, né le 26 août 1948 à Carthagène dans la région de Murcie en Espagne, est un footballeur espagnol.
Il a disputé plus de 100 matchs en première division espagnole entre 1973 et 1977.